# Феофан (Ким)
Архиепи́скоп Феофа́н (в миру Алексе́й Илларио́нович Ким; род. 19 января 1976, Южно-Сахалинск) — епископ Русской православной церкви, архиепископ Корейский (с 2019), временно управляющий Кызыльской епархией.
Почётный гражданин города Сеула (2006). Первый кореец, ставший православным епископом.

## Биография

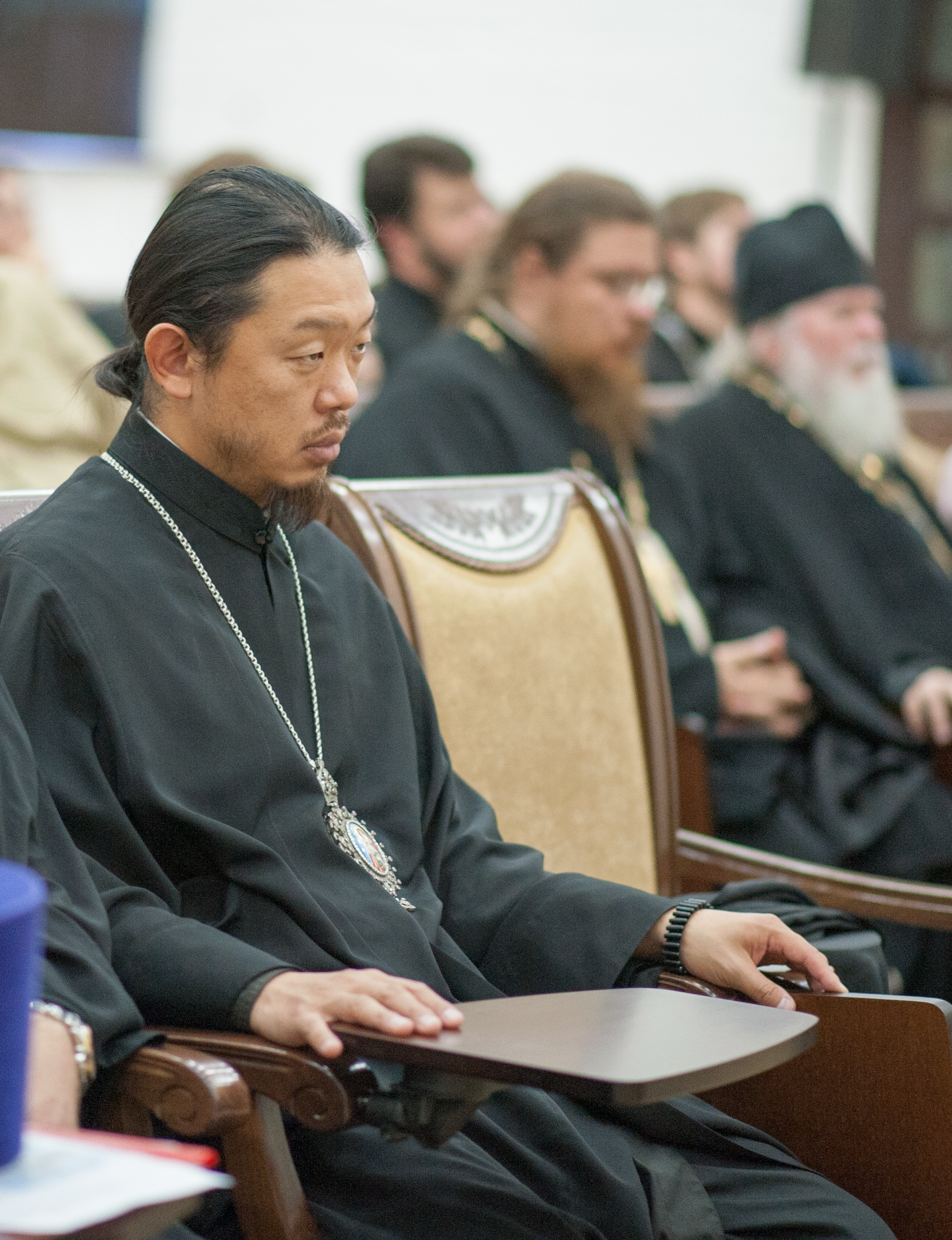
Епископ Феофан на конференции восточно-православных епископов в Астрахани в 2015 году

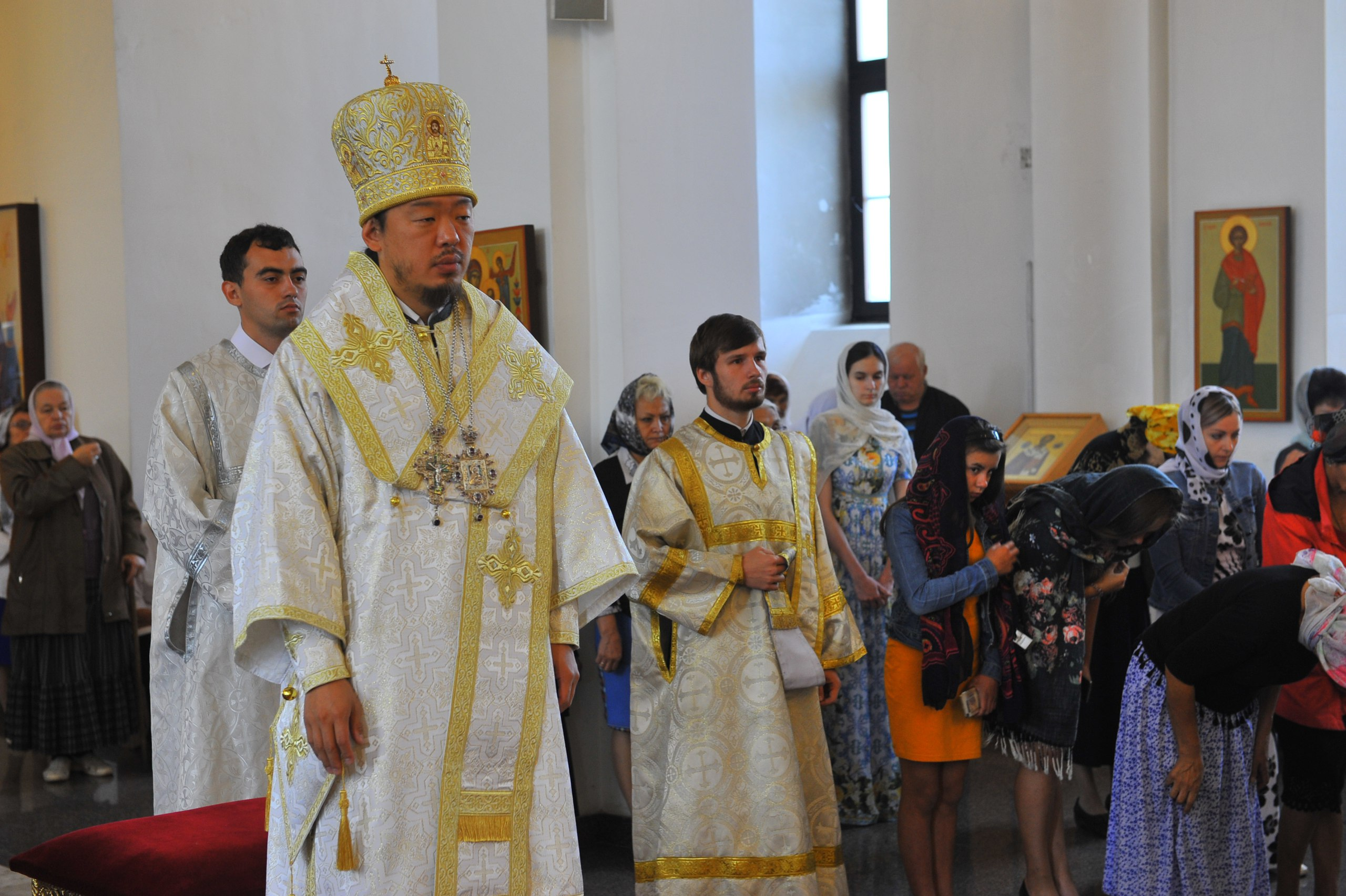
Епископ Феофан служит молебен в Воскресенском соборе Кызыла

Родился 19 января 1976 года в Южно-Сахалинске в семье сахалинских корейцев. В своей речи на наречение отмечал «Я родился в обычной семье на Сахалине, где на протяжении многих лет не действовало ни одного православного храма. Моя встреча с православием произошла в юношеском возрасте через знакомство с верующими людьми и чтение святоотеческих творений».
В 1993 году окончил Восточный лицей Южно-Сахалинска.
В мае 1995 года принял Таинство Крещения и с этого времени нёс клиросное послушание в храме святителя Иннокентия Иркутского, а затем в Воскресенском кафедральном соборе Южно-Сахалинска.
В 1997 году окончил Южно-Сахалинский филиал Московского коммерческого университета.
14 августа 1997 года епископом Южно-Сахалинским и Курильским Ионафаном (Цветковым) был пострижен в монашество с наречением имени в честь святого преподобного Феофана Исповедника, епископа Никейского.
17 августа того же года был рукоположён в сан иеродиакона епископом Ионафаном, а 19 августа — в сан иеромонаха тем же преосвященным.
С 1997 по 1998 год являлся священником Воскресенского кафедрального собора Южно-Сахалинска, одновременно исполняя обязанности регента соборного хора и редактора епархиальной газеты.
С 1998 по 1999 год проходил служение в Смоленском кафедральном соборе, одновременно обучаясь в Смоленской духовной семинарии.
В 2000 году окончил Смоленскую духовную семинарию, после чего поступил на заочный сектор Московской духовной академии. С того же года — клирик Абаканской и Кызыльской епархии.
В сентябре 2000 года в ответ на просьбу епископа Зилонского Сотирия (Трамбаса) прислать священника для русскоязычных православных прихожан, направлен в Южную Корею, будучи временно причислен в качестве сотрудника ОВЦС Московского Патриархата к клиру Новозеландской митрополии Константинопольской Церкви, в состав которой входила Корея. Для совершения богослужений на церковно-славянском языке ему был предоставлен небольшой подземный храм преподобного Максима Грека в Сеуле, но иногда он служил и в других местах страны. На момент приезда в страну не владел корейским языком. Для его изучения в течение двух лет посещал ежедневные языковые курсы в Университете Ёнсе, потом Ихва. По собственному признанию, «вначале я ещё очень многого не знал, не понимал в корейской культуре, это тоже создавало свои сложности. Далеко не сразу привык к корейским правилам общения, сложностям в иерархии, к особым отношениям внутри коллектива. Порой это приводило к взаимному недопониманию и даже казусам. Особенно меня тут никто не опекал, никто не помогал, поэтому всё нужно было осваивать на собственном опыте, на своих ошибках».
Первоначально речь шла о двухгодичной командировке, потом её продлили. Затем остался ещё на несколько лет. В общей сложности прослужил в Корее одиннадцать лет до осени 2011 года.
Летом 2005 года сопровождал митрополита Сотирия во время его поездки в Россию, во время которой посетил Владивосток, храмы и монастыри Москвы, Дивеево.
6 мая 2006 года мэрией Сеула было присвоено звание «Почётного гражданина Сеула». Это звание ежегодно присуждается мэром столицы в основном иностранцам, внесшим особый вклад в развитие города. Получил диплом из рук столичного мэра Ли Мён Бака.
6 июня 2006 года в Троицком соборе Данилова монастыря в ходе торжеств, посвященных 60-летию Отдела внешних церковных связей Московского Патриархата митрополитом Смоленским Кириллом (Гундяевым) был возведён в сан игумена.
Участвовал в миссионерской деятельности Южно-Сахалинской епархии. Служа в Корее, продолжал состоять клириком Абаканской и Кызыльской епархии, куда иногда приезжал служить.
24 декабря 2008 года на епархиальном собрании Абаканской и Кызыльской епархии выдвигался кандидатом на участие в Поместном соборе Русской православной церкви, но уступил иеромонаху Лазарю (Казанцеву).
В 2010 году окончил заочный сектор Московской духовной академии.
В августе 2011 года сопровождал Патриарха Кирилла во время его поездки в Тыву. Принимал участие в первом богослужении в Воскресенском кафедральном соборе в сентябре 2011 года.

### Архиерейство
5 октября 2011 года решением Священного Синода Русской православной церкви был избран правящим архиереем созданной тогда же Кызыльской и Тывинской епархии.
25 октября того же года в Абаканском Спасо-Преображенском кафедральном соборе был возведён в сан архимандрита архиепископом Абаканским Ионафаном (Цветковым).
28 октября 2011 года в рабочей Патриаршей резиденции в Чистом переулке в Москве наречён во епископа Кызыльского. Чин наречения совершили Патриарх Кирилл, митрополит Саранский и Мордовский Варсонофий (Судаков), митрополит Екатеринбургский и Верхотурский Кирилл (Наконечный), архиепископ Истринский Арсений (Епифанов), архиепископ Абаканский и Хакасский Ионафан (Цветков), епископ Солнечногорский Сергий (Чашин), епископ Воскресенский Савва (Михеев).
30 октября 2011 года в Успенском храме Троице-Лыкова хиротонисан во епископа Кызыльского и Тывинского. Хиротонию совершили патриарх Московский и всея Руси Кирилл, митрополит Корейский Амвросий (Зографос) (Константинопольская Православная Церковь); митрополит Крутицкий и Коломенский Ювеналий (Поярков); митрополит Саранский и Мордовский Варсонофий (Судаков); архиепископ Истринский Арсений (Епифанов); архиепископ Абаканский и Хакасский Ионафан (Цветков); архиепископ Егорьевский Марк (Головков); епископ Солнечногорский Сергий (Чашин); епископ Воскресенский Савва (Михеев).
12 ноября 2011 года епископ Феофан прибыл к месту своего служения и 13 ноября совершил первую первую после избрания на Кызыльскую кафедру литургию.
На тот момент в Тыве Православие считалось религией русских: если тувинец становится православным, ему приходилось забывать о культуре предков и превращаться в русского. По этой причине, а также из-за отсутствия систематической миссионерской деятельности число перешедших в православие тувинцев было незначительным, в то время как русские, которых было 6 % от общего населения Тывы, представляли собой исчезающее в Тыве этническое меньшинство.
В этих условиях начал изучать и осваивать тувинскую культуру. Во всех церковных книжных лавках Тывы стали продавать Библию на тувинском языке, переведённую Институтом перевода Библии, начался перевод богослужебных текстов на тувинский язык. Стали активно приглашаться миссионеры из других регионов России.
4 декабря 2017 года в соответствии с новым Положением о наградах, как епархиальный архиерей города и области, не входящих в митрополию, в кафедральном соборном Храме Христа Спасителя Патриархом Московским и всея Руси Кириллом был возведён в сан архиепископа.
4 апреля 2019 года решением Священного Синода назначен архиепископом Корейским, при этом он был оставлен на Кызыльской епархии в качестве временного управляющего.
19 апреля 2019 года прибыл на место служения в Сеул. 22 апреля провёл встречу с послом России в Республике Корея А. Б. Куликом.
12 марта 2024 года решением Священного Синода РПЦ освобождён от должности игумена мужского монастыря в честь равноапостольного великого князя Владимира в городе Туран Республики Тыва.

## Награды
- Орден Республики Тыва (12 октября 2021) — за вклад в развитие духовности и укрепление межнациональных отношений[26]

## Публикации
интервью
- Гавчук, Денис, Над Кореей вновь воссияло солнце русского Православия. Воссияло уже светом невечерующим. Беседа с игуменом Феофаном (Ким) // Новосибирский епархиальный вестник, № 10-11 (58-59) сентябрь-октябрь 2006
- Отец Феофан: «В Корее я до сих пор чувствую себя как дома», «Сеульский вестник» № 140, 2012
- Епископ Кызыльский и Тывинский Феофан: В Туве очень много вещей, которые напоминают о Сахалине… Архивная копия от 4 марта 2018 на Wayback Machine // ПравоСах, 14/03/2013
- «В Корее мы продолжаем давно начатую работу». Беседа с архиепископом Корейским Феофаном (Кимом) // Православие.Ru, 23 мая 2019

статьи
- Корейская духовная миссия // Православная энциклопедия. — М., 2015. — Т. XXXVII : Константин — Корин. — С. 679—686. — 33 000 экз. — ISBN 978-5-89572-045-5. (соавторы: Бирюкова К. В., Петровский Д. И.)
- Российская духовная миссия в Корее: прошлое, настоящее, будущее // Журнал Московской Патриархии. — 2024. — № 9. — С. 74—85.